# Torstein Raaby
Torstein Pedersen Raaby (n. 6 octombrie 1918 - d.23 martie 1964) a fost un luptător în rezistență și explorator norvegian. Printre altele, el a participat în anul 1947 la Expediția Kon-Tiki, condusă de către Thor Heyerdahl.

## Biografie
Torstein Raaby s-a născut în anul 1918 în localitatea Dverberg on Andøya din Norvegia. În timpul celui de-al doilea război mondial, el a petrecut timp de zece luni ascuns în satul Alta din fiordul Kaa, trimițând rapoarte detaliate cu privire la navele de război germane și instalațiile radar ale lor către Anglia prin intermediul unei stații radio conectată la antena unui ofițer german. Rapoartele sale au ajutat Aviația Regală Britanică să găsească și să anihileze acțiunile submarinului german Tirpitz. Pentru aceasta, dar și pentru alte operații desfășurate în clandestinitate în timpul războiului, Raaby a fost decorat cu Crucea de Război Norvegiană cu Spade, Distinguished Service Order, Croix de Guerre.
În anul 1947, el a luat parte la expediția Kon-Tiki a lui Thor Heyerdahl, care a constat în traversarea cu o plută din lemn de balsa a Oceanului Pacific din Peru până în Polinezia. Rolul său în această expediție a fost cel de operator radio, schimbând frecvent mesaje cu radioamatori entuziaști din Chile, SUA și chiar din Norvegia, folosind un transmițător radio de 6 W (wați).
După această expediție, el a plecat în nordul Norvegiei, fiind operator radio pe Insula Urșilor (Bjørnøya) din nordul extrem al Oceanului Arctic. Între anii 1959-1961, el a fost supraveghetor al stației radio de pe insula Jan Mayen din Oceanul Arctic.
Raaby a murit în anul 1964 în urma unei boli de inimă în cadrul unei expediții care urmărea să ajungă la Polul Nord pe schiuri. Torstein Raaby a fost înmormântat în localitatea sa natală, satul Dverberg de pe insula Andøya.